# Rajmond Berenguer III. od Provanse
Rajmond Berenguer III. (šp. Ramón Berenguer) (o. 1158. – Montpellier, 5. travnja 1181.) bio je infant Aragonije te grof Cerdanye i Provanse. Rođen je kao Petar (šp. Pedro). Znan je i kao Rajmond Berenguer IV.
Bio je sin kraljice Aragonije Petronille, kćeri kralja Ramira II. Redovnika, a otac mu je bio grof Barcelone, Rajmond Berenguer IV.
Njegova braća su bila kralj Alfons II. Čedni od Aragonije i infant Sančo.
Nakon očeve je smrti Rajmond dobio Cerdanyu.
Rajmond je bio zaručen za Eudokiju Komnenu, grčku plemkinju.
Rajmonda je naslijedio brat Sančo.
| Prethodnik: | grof Provanse | Nasljednik: |
| Alfons I.   | grof Provanse | Sančo       |